# ハッチンソン郡 (テキサス州)
ハッチンソン郡（ハッチンソンぐん、英: Hutchinson County）は、アメリカ合衆国テキサス州の北部に位置する郡である。2010年国勢調査での人口は22,150人であり、2000年の23,857人から7.2%減少した。郡庁所在地は国勢調査指定地域スティンネット市（人口1,881人）であり、同郡で人口最大の町はボーガー市（人口13,251人）である。郡名はテキサス州初期の弁護士だったアンドリュー・ハッチンソンに因んで名付けられた。
ハッチンソン郡はその全体でボーガー小都市圏を構成している。ハッチンソン郡の歴史はボーガー市中心街にあるハッチンソン郡歴史博物館、別名「ブームタウン再訪」で見ることができる。

## 歴史

### インディアン
ハッチンソン郡のカナディアン・バレーではアンテロープクリーク・インディアン文化の人工物が豊富に出土している。考古学者達は火打石を成形するための石切り場として使われた地域で、広さ1,300エーカー (5.3 km2) のアリバテス・フリントを発見してきた。遊牧型平原アパッチ族もこの地域で宿営しており、コマンチ族、アラパホ族、カイオワ族、シャイアン族も同様だった。
ベント・セントブレイン会社がインディアンとの交易を始めるためにこの地域に交易基地を設立した。この基地はアドベ砦と呼ばれたが、インディアンによる略奪行為があったために3年後には破壊された。その跡がアドベ・ウォールと呼ばれるようになった。
1864年、ジェイムズ・H・カールトン将軍がクリストファー・カーソン（キット・カーソン）大佐をこの地域に送り込み、繰り返されるインディアンの攻撃に対処させ、これが第一次アドベ・ウォールの戦いとなった。カーソン隊は数百名の騎兵隊だったが、カイオワ族とコマンチ族の部隊の数が圧倒的に多く、撤退を強いられた。第二次アドベ・ウォールの戦いは1874年に起こった。バッファロー猟師の一群がアドベ砦の修復を試みた。コマンチ族、シャイアン族、アラパホ族、カイオワ族が砦とバーッファローの壊滅状態を自分達の存続の危機と見なした。コマンチ族の薬師イサ・タイが、戦闘における勝利と白人の弾丸の無効性を予言した。クアナ・パーカーが数百名の戦士を率いて砦を襲撃した。バッファロー猟師達はインディアンを撤退させることができた。

### 初期の探検
1541年、スペイン人フランシスコ・バスケス・デ・コロナドが伝説の黄金の七都市を探す途上で、グレートプレーンズキビラの町を訪れた時に、この地域を横切った。スペインのコンキスタドールであるフアン・デ・オニャーテが1601年にそのカンザス遠征でこの地域を通った。ニューメキシコからのバッファロー猟師とコマンチ族が1870年代までこの地域辺りで狩猟を行い交易を行っていた。この地域に最初に入ってきたイギリス系アメリカ人は1820年8月のスティーブン・H・ロングが率いた遠征隊であり、ロングはカナディアン川をレッド川だと見誤った。1840年3月にはジョサイア・グレッグがサンタフェ・キャラバンを率いてきた。

### 初期の牧場経営
1876年11月、カンザス州のトマス・シャーマン・バグビーがクォーター・サークル・T牧場を設立した。1878年には、アドベウォールズの地でウィリアム・E・アンダーソンがシザーズ牧場を開いた。この牧場は鋏に似ていたのでそう名付けられた。コロラド州のリチャード・E・マクナルティがテキサスに移住してターキートラック牧場を始め、1881年にチャールズ・ウッドとジャック・スナイダーに売却した。スコットランド生れのジェイムズ・M・コバーンがハンスフォード土地牛会社を設立した。クォーター・サークル・T牧場とシザーズ牧場は1882年にコバーンに売却された。コバーンは1883年にターキートラック牧場を取得した。

### ハッチンソン郡の設立
ハッチンソン郡は1876年に設立された。郡組織は1901年になって初めて作られ、プレモンズが郡庁所在地になった。その後の40年間は、牧畜業が郡経済の主流だったが、農作物の栽培も緩りと増えていった。
1920年代にパンハンドル油田が発見された。1923年6月1日、ハッチンソン郡南西部のサンフォード第1J・C・ウィッティントン井戸が、深さ3,077フィート (938 m) に達し、石油に突き当たった。その後は幾つかの町が出現した。石油ブームの結果、人口は1920年の721人から1930年の14,848人まで急拡大した。1990年までに累積で526,670,107 バーレル (83,733,855.6 m3) の石油が生産された。
1926年9月18日に行われた特別住民投票でスティンネットが郡庁所在地になった。

## 地理
アメリカ合衆国国勢調査局に拠れば、郡域全面積は895平方マイル (2,318.0 km2)であり、このうち陸地887平方マイル (2,297.3 km2)、水域は8平方マイル (20.7 km2)で水域率は0.85%である。

### 主要高規格道路
- テキサス州道136号線
- テキサス州道152号線
- テキサス州道207号線

### 隣接する郡
- ハンスフォード郡 - 北
- ロバーツ郡 - 東
- カーソン郡 - 南
- ムーア郡 - 西

### 国立保護地域
- メレディス湖国立レクリエーション地域（部分）

## 人口動態
以下は2000年の国勢調査による人口統計データである。
| 基礎データ - 人口: 23,857人 - 世帯数: 9,283 世帯 - 家族数: 6,869 家族 - 人口密度: 10人/km2（27人/mi2） - 住居数: 10,871軒 - 住居密度: 5軒/km2（12軒/mi2） 人種別人口構成 - 白人: 87.00% - アフリカン・アメリカン: 2.41% - ネイティブ・アメリカン: 1.35% - アジア人: 0.35% - 太平洋諸島系: 0.02% - その他の人種: 6.66% - 混血: 2.21% - ヒスパニック・ラテン系: 14.70% 年齢別人口構成 - 18歳未満: 27.4% - 18-24歳: 8.7% - 25-44歳: 25.5% - 45-64歳: 22.7% - 65歳以上: 15.6% - 年齢の中央値: 38歳 - 性比（女性100人あたり男性の人口） - 総人口: 97.0 - 18歳以上: 93.6 | 世帯と家族（対世帯数） - 18歳未満の子供がいる: 34.8% - 結婚・同居している夫婦: 61.4% - 未婚・離婚・死別女性が世帯主: 9.1% - 非家族世帯: 26.0% - 単身世帯: 23.9% - 65歳以上の老人1人暮らし: 11.9% - 平均構成人数 - 世帯: 2.54人 - 家族: 3.00人 収入と家計 - 収入の中央値 - 世帯: 36,588米ドル - 家族: 42,500米ドル - 性別 - 男性: 40,029米ドル - 女性: 19,952米ドル - 人口1人あたり収入: 17,317米ドル - 貧困線以下 - 対人口: 11.1% - 対家族数: 8.8% - 18歳未満: 14.7% - 65歳以上: 7.3% |

## 著名な住人
- メアリー・キャッスル、女優
- J・エベッツ・ヘイリー、歴史家、政治活動家、1930年代にハッチンソン郡で牧場を経営した
- ウィリアム・ミラー、アメリカ合衆国財務長官、アメリカ連邦準備制度理事会議長
- ロン・ホワイト、コメディアン、ブルーカラー・コメディ・ツアーで著名
- ロイ・ウィッテンバーグ、牧場主、新聞発行者、銀行家

## 都市と町
- ボーガー、人口13,251人
- フリッチ、人口2,117人
- フィリップス
- プリングル、未編入の町
- サンフォード
- スティンネット、人口1,881人 - 郡庁所在地
- テクスロイ  (unincorporated)
- ウィッテンバーグ、未編入の町
- プレモンズ、廃村、元郡庁所在地
- スプリングクリーク、元郡庁所在地
- ダイアル、廃村